# Fußball-Club St. Pauli von 1910 1991-1992
Questa voce raccoglie le informazioni riguardanti il Fußball-Club St. Pauli nelle competizioni ufficiali della stagione 1991-1992.

## Stagione
Nella stagione 1991-1992 il St. Pauli, allenato da Horst Wohlers, concluse il campionato di 2. Bundesliga al 3º posto. In Coppa di Germania il St. Pauli fu eliminato ai Secondo turno dal Fortuna Düsseldorf.

## Rosa
| N. |                       | Ruolo | Calciatore         |
| -- | --------------------- | ----- | ------------------ |
| 1  | Germania (bandiera)   | P     | Klaus Thomforde    |
| 3  | Germania (bandiera)   | C     | Jürgen Gronau      |
| 4  | Germania (bandiera)   | D     | Dieter Schlindwein |
| 5  | Germania (bandiera)   | C     | Dirk Dammann       |
| 6  | Germania (bandiera)   | D     | Torsten Fröhling   |
| 16 | Brasile (bandiera)    | A     | Leonardo Manzi     |
| 20 | Germania (bandiera)   | A     | Martin Driller     |
|    | Germania (bandiera)   | P     | Volker Ippig       |
|    | Slovacchia (bandiera) | D     | Ján Kocian         |
|    | Germania (bandiera)   | D     | Steffen Menze      |
|    | Germania (bandiera)   | D     | Robert Nikolic     |
|    | Germania (bandiera)   | D     | Bernhard Olck      |

| N. |                      | Ruolo | Calciatore       |
| -- | -------------------- | ----- | ---------------- |
|    | Argentina (bandiera) | C     | Gustavo Acosta   |
|    | Italia (bandiera)    | C     | Martino Gatti    |
|    | Germania (bandiera)  | C     | Thomas Goch      |
|    | Germania (bandiera)  | C     | Achim Grün       |
|    | Germania (bandiera)  | C     | Bernd Hollerbach |
|    | Germania (bandiera)  | C     | Peter Knäbel     |
|    | Germania (bandiera)  | C     | Klaus Ottens     |
|    | Germania (bandiera)  | C     | Ralf Sievers     |
|    | Germania (bandiera)  | C     | Frank Wolf       |
|    | Germania (bandiera)  | A     | Michael Klauß    |
|    | Germania (bandiera)  | A     | Markus Sailer    |

## Organigramma societario
Area tecnica
- Allenatore: Seppo Eichkorn
- Allenatore in seconda:
- Preparatore dei portieri:
- Preparatori atletici: Ronald Wollmann

## Calciomercato

### Sessione estiva
| Acquisti | Acquisti         | Acquisti           | Acquisti |
| R.       | Nome             | da                 | Modalità |
| -------- | ---------------- | ------------------ | -------- |
| A        | Michael Klauß    | Bochum             |          |
| C        | Gustavo Acosta   | Ferro Carril Oeste |          |
| A        | Martin Driller   | Borussia Dortmund  |          |
| D        | Torsten Fröhling | Amburgo            |          |
| C        | Thomas Goch      | St. Pauli II       |          |
| C        | Achim Grün       | Remscheid          |          |
| D        | Robert Nikolic   | Borussia Dortmund  |          |

| Cessioni | Cessioni          | Cessioni      | Cessioni |
| R.       | Nome              | a             | Modalità |
| -------- | ----------------- | ------------- | -------- |
| A        | Ivo Knoflíček     | Bochum        |          |
| C        | Michael Dahms     | Lubecca       |          |
| A        | André Golke       | Norimberga    |          |
| A        | Waldemar Steubing | Hannover 96   |          |
| D        | André Trulsen     | Colonia       |          |
| C        | Frank Wolf        | Siófok        |          |
| C        | Dirk Zander       | Dinamo Dresda |          |

### Sessione invernale
| Acquisti | Acquisti      | Acquisti | Acquisti |
| R.       | Nome          | da       | Modalità |
| -------- | ------------- | -------- | -------- |
| D        | Steffen Menze | Siófok   |          |

| Cessioni | Cessioni | Cessioni | Cessioni |
| R.       | Nome     | a        | Modalità |
| -------- | -------- | -------- | -------- |

## Risultati

### 2. Bundesliga

#### Girone di andata
| Arbitro: | Scheuerer |

|          |           |             |
| Friz 12’ | Marcatori | 62’ Driller |

| Arbitro: | Strigel |

|                                  |           |           |
| Driller 17’ Manzi 51’ Sailer 81’ | Marcatori | 67’ Adler |

| Arbitro: | Schulz |

|  |           |                   |
|  | Marcatori | 90’ (rig.) Ottens |

| Arbitro: | Pohlmann |

|                        |           |  |
| Driller 43’ Sailer 64’ | Marcatori |  |

| Remscheid 24 agosto 1991, ore 15:00 CEST 5ª giornata | Remscheid | 0 – 0 referto | St. Pauli | Röntgen-Stadion (6 000 spett.)\| Arbitro: \| Habermann \| |
| Arbitro:                                             | Habermann |               |           |                                                           |

| Arbitro: | Schmidt |

|                                     |           |            |
| Fröhling 34’ Kocian 76’ Driller 85’ | Marcatori | 48’ Drulák |

| Arbitro: | Best |

|          |           |  |
| Groth 6’ | Marcatori |  |

| Arbitro: | Boos |

|                                          |           |  |
| Janotta 14’, 34’ (rig.) Grether 46’, 51’ | Marcatori |  |

| Arbitro: | Aust |

|                        |           |           |
| Driller 35’ Sailer 55’ | Marcatori | 29’ Bujan |

| Arbitro: | Wippermann |

|                                        |           |                          |
| Lünsmann 43’, 59’ Basler 55’ Gries 67’ | Marcatori | 5’ Sievers 38’ Knoflíček |

| Arbitro: | Blüthgen |

|  |           |                      |
|  | Marcatori | 14’ Löchelt 72’ Aden |

#### Girone di ritorno
| Arbitro: | Kemmling |

|                 |           |  |
| Sailer 56’, 80’ | Marcatori |  |

| Arbitro: | Rubel |

|                        |           |             |
| Sassen 40’ Paßlack 50’ | Marcatori | 86’ Driller |

| Amburgo 18 ottobre 1991, ore 19:00 CET 14ª giornata | St. Pauli | 0 – 0 referto | Osnabrück | Millerntor-Stadion (12 200 spett.)\| Arbitro: \| Funken \| |
| Arbitro:                                            | Funken    |               |           |                                                            |

| Arbitro: | Werthmann |

|             |           |                                           |
| Löbmann 73’ | Marcatori | 5’, 19’, 78’ Sailer 9’ Acosta 33’ Driller |

| Arbitro: | Mölm |

|                        |           |                    |
| Kocian 17’ Driller 75’ | Marcatori | 89’ (rig.) Pröpper |

| Arbitro: | Richmann |

|             |           |            |
| Claaßen 72’ | Marcatori | 25’ Sailer |

| Amburgo 15 novembre 1991, ore 19:00 CET 18ª giornata | St. Pauli | 0 – 0 referto | Hannover 96 | Millerntor-Stadion (18 600 spett.)\| Arbitro: \| Brückner \| |
| Arbitro:                                             | Brückner  |               |             |                                                              |

| Arbitro: | Kiefer |

|                      |           |                  |
| Gronau 44’ Manzi 77’ | Marcatori | 33’, 56’ Grether |

| Meppen 1º dicembre 1991, ore 15:00 CET 20ª giornata | Meppen        | 0 – 0 referto | St. Pauli | Hindenburgstadion (10 500 spett.)\| Arbitro: \| Brandt-Chollé \| |
| Arbitro:                                            | Brandt-Chollé |               |           |                                                                  |

| Arbitro: | Hauer |

|                |           |  |
| Hollerbach 27’ | Marcatori |  |

| Arbitro: | Führer |

|                                      |           |                        |
| Holze 15’ Köpper 40’ Buchheister 44’ | Marcatori | 21’, 62’ (rig.) Acosta |

### 2. Bundesliga

#### Girone di andata
| Arbitro: | Assenmacher |

|                        |           |            |
| Gries 34’ Zernicke 80’ | Marcatori | 53’ Sailer |

| Arbitro: | Rubel |

|            |           |  |
| Sailer 65’ | Marcatori |  |

| Arbitro: | Blüthgen |

|                 |           |  |
| Drulák 58’, 79’ | Marcatori |  |

| Arbitro: | Leimert |

|  |           |                         |
|  | Marcatori | 63’ Klütz 73’, 84’ Koch |

| Arbitro: | Bußhardt |

|                  |           |            |
| Sassen 6’ (rig.) | Marcatori | 47’ Sailer |

| Arbitro: | Boos |

|  |           |                                 |
|  | Marcatori | 22’ Gries 51’ Lünsmann 88’ Rath |

| Arbitro: | Kentsch |

|  |           |                      |
|  | Marcatori | 28’ Sailer 38’ Manzi |

| Arbitro: | Scheuerer |

|                           |           |                |
| Gatti 30’, 87’ Sailer 45’ | Marcatori | 65’, 81’ Linke |

| Arbitro: | Wippermann |

|  |           |                       |
|  | Marcatori | 78’ Sailer 89’ Ottens |

| Amburgo 17 maggio 1992, ore 15:00 CEST 32ª giornata | St. Pauli | 0 – 0 referto | Bayer Uerdingen | Millerntor-Stadion (15 260 spett.)\| Arbitro: \| Theobald \| |
| Arbitro:                                            | Theobald  |               |                 |                                                              |

### Coppa di Germania
| Arbitro: | Hoffmann |

|                |           |                                   |
| Bentz 80’, 84’ | Marcatori | 76’ Knäbel 78’ Sailer 115’ Ottens |

| Arbitro: | Merk |

|                            |           |             |
| Hutwelker 38’ Schreier 76’ | Marcatori | 81’ Driller |

## Statistiche

### Statistiche di squadra
| Competizione      | Punti | In casa | In casa | In casa | In casa | In casa | In casa | In trasferta | In trasferta | In trasferta | In trasferta | In trasferta | In trasferta | Totale | Totale | Totale | Totale | Totale | Totale | DR |
| Competizione      | Punti | G       | V       | N       | P       | Gf      | Gs      | G            | V            | N            | P            | Gf           | Gs           | G      | V      | N      | P      | Gf     | Gs     | DR |
| ----------------- | ----- | ------- | ------- | ------- | ------- | ------- | ------- | ------------ | ------------ | ------------ | ------------ | ------------ | ------------ | ------ | ------ | ------ | ------ | ------ | ------ | -- |
| 2. Bundesliga     | 25    | 11      | 7       | 3       | 1       | 17      | 8       | 11           | 2            | 4            | 5            | 13           | 17           | 22     | 9      | 7      | 6      | 30     | 25     | +5 |
| 2. Bundesliga     | -     | 5       | 2       | 1       | 2       | 4       | 8       | 5            | 2            | 1            | 2            | 6            | 5            | 10     | 4      | 2      | 4      | 10     | 13     | -3 |
| Coppa di Germania | -     | 0       | 0       | 0       | 0       | 0       | 0       | 2            | 1            | 0            | 1            | 4            | 4            | 2      | 1      | 0      | 1      | 4      | 4      | 0  |
| Totale            | 25    | 16      | 9       | 4       | 3       | 21      | 16      | 18           | 5            | 5            | 8            | 23           | 26           | 34     | 14     | 9      | 11     | 44     | 42     | +2 |

### Andamento in campionato
| Giornata  | 1 | 2 | 3 | 4 | 5 | 6 | 7 | 8 | 9 | 10 | 11 | 12 | 13 | 14 | 15 | 16 | 17 | 18 | 19 | 20 | 21 | 22 |
| --------- | - | - | - | - | - | - | - | - | - | -- | -- | -- | -- | -- | -- | -- | -- | -- | -- | -- | -- | -- |
| Luogo     | T | C | T | C | T | C | T | T | C | T  | C  | C  | T  | C  | T  | C  | T  | C  | C  | T  | C  | T  |
| Risultato | N | V | V | V | N | V | P | P | V | P  | P  | V  | P  | N  | V  | V  | N  | N  | N  | N  | V  | P  |
| Posizione | 6 | 3 | 2 | 2 | 1 | 1 | 1 | 2 | 1 | 5  | 6  | 5  | 5  | 6  | 3  | 3  | 3  | 4  | 3  | 4  | 3  | 3  |

Legenda:

Luogo: C = Casa; T = Trasferta. Risultato: V = Vittoria; N = Pareggio; P = Sconfitta.

### Statistiche dei giocatori
| Giocatore      | 2. Bundesliga | 2. Bundesliga | 2. Bundesliga | 2. Bundesliga | Coppa di Germania | Coppa di Germania | Coppa di Germania | Coppa di Germania | Totale   | Totale | Totale      | Totale     |
| Giocatore      | Presenze      | Reti          | Ammonizioni   | Espulsioni    | Presenze          | Reti              | Ammonizioni       | Espulsioni        | Presenze | Reti   | Ammonizioni | Espulsioni |
| -------------- | ------------- | ------------- | ------------- | ------------- | ----------------- | ----------------- | ----------------- | ----------------- | -------- | ------ | ----------- | ---------- |
| G. Acosta      | 9             | 3             | 2             | 0             | 0                 | 0                 | 0                 | 0                 | 9        | 3      | 2           | 0          |
| D. Dammann     | 12            | 0             | 1             | 0             | 1                 | 0                 | 0                 | 0                 | 13       | 0      | 1           | 0          |
| M. Driller     | 21            | 8             | 3             | 1             | 2                 | 1                 | 0                 | 0                 | 23       | 9      | 3           | 1          |
| T. Fröhling    | 22            | 1             | 6             | 0             | 2                 | 0                 | 0                 | 0                 | 24       | 1      | 6           | 0          |
| M. Gatti       | 21            | 0             | 5             | 0             | 1                 | 0                 | 1                 | 0                 | 22       | 0      | 6           | 0          |
| T. Goch        | 0             | 0             | 0             | 0             | 0                 | 0                 | 0                 | 0                 | 0        | 0      | 0           | 0          |
| J. Gronau      | 21            | 1             | 4             | 0             | 2                 | 0                 | 0                 | 0                 | 23       | 1      | 4           | 0          |
| A. Grün        | 4             | 0             | 1             | 0             | 1                 | 0                 | 1                 | 0                 | 5        | 0      | 2           | 0          |
| B. Hollerbach  | 21            | 1             | 2             | 0             | 2                 | 0                 | 0                 | 0                 | 23       | 1      | 2           | 0          |
| V. Ippig       | 5             | 0             | 0             | 0             | 0                 | 0                 | 0                 | 0                 | 5        | 0      | 0           | 0          |
| M. Klauß       | 4             | 0             | 1             | 0             | 0                 | 0                 | 0                 | 0                 | 4        | 0      | 1           | 0          |
| I. Knoflíček   | 8             | 1             | 0             | 0             | 1                 | 0                 | 0                 | 0                 | 9        | 1      | 0           | 0          |
| P. Knäbel      | 11            | 0             | 1             | 0             | 2                 | 1                 | 0                 | 0                 | 13       | 1      | 1           | 0          |
| J. Kocian      | 17            | 2             | 3             | 1             | 0                 | 0                 | 0                 | 0                 | 17       | 2      | 3           | 1          |
| L. Manzi       | 9             | 2             | 2             | 0             | 1                 | 0                 | 0                 | 0                 | 10       | 2      | 2           | 0          |
| S. Menze       | 3             | 0             | 1             | 0             | 0                 | 0                 | 0                 | 0                 | 3        | 0      | 1           | 0          |
| R. Nikolic     | 21            | 0             | 2             | 2             | 2                 | 0                 | 0                 | 0                 | 23       | 0      | 2           | 2          |
| B. Olck        | 14            | 0             | 0             | 0             | 1                 | 0                 | 0                 | 0                 | 15       | 0      | 0           | 0          |
| K. Ottens      | 11            | 1             | 1             | 0             | 2                 | 1                 | 0                 | 0                 | 13       | 2      | 1           | 0          |
| M. Sailer      | 22            | 9             | 5             | 0             | 2                 | 1                 | 0                 | 0                 | 24       | 10     | 5           | 0          |
| D. Schlindwein | 3             | 0             | 1             | 0             | 1                 | 0                 | 0                 | 0                 | 4        | 0      | 1           | 0          |
| R. Sievers     | 12            | 1             | 0             | 1             | 1                 | 0                 | 0                 | 0                 | 13       | 1      | 0           | 1          |
| K. Thomforde   | 17            | 0             | 1             | 0             | 2                 | 0                 | 1                 | 0                 | 19       | 0      | 2           | 0          |
| F. Wolf        | 3             | 0             | 0             | 0             | 0                 | 0                 | 0                 | 0                 | 3        | 0      | 0           | 0          |